# Diskografie Justina Timberlakea
Toto je seznam vydané diskografie amerického zpěváka Justina Timberlakea.

## Alba

### Studiová alba
| Název                         | Detaily o albu                                       | Umístění v hitparádách | Umístění v hitparádách | Umístění v hitparádách | Umístění v hitparádách | Umístění v hitparádách | Umístění v hitparádách | Umístění v hitparádách | Umístění v hitparádách | Umístění v hitparádách | Umístění v hitparádách | Prodeje                         | Certifikace |
| Název                         | Detaily o albu                                       | US                     | AUS                    | CAN                    | DEN                    | GER                    | IRE                    | NL                     | NZ                     | SWI                    | UK                     | Prodeje                         | Certifikace |
| ----------------------------- | ---------------------------------------------------- | ---------------------- | ---------------------- | ---------------------- | ---------------------- | ---------------------- | ---------------------- | ---------------------- | ---------------------- | ---------------------- | ---------------------- | ------------------------------- | --- |
| Justified                     | - Vydáno: 5. listopadu 2002 - Vydavatelství: Jive    | 2                      | 9                      | 3                      | 4                      | 11                     | 1                      | 4                      | 5                      | 22                     | 1                      | - US: 3,969,000 - UK: 2,012,000 | - RIAA: 3× Platinum - ARIA: 3× Platinum - BPI: 6× Platinum - BVMI: Platinum - IFPI DEN: 4× Platinum - IFPI SWI: Platinum - MC: 2× Platinum - RMNZ: Platinum                              |
| FutureSex/LoveSounds          | - Vydáno: 12. září 2006 - Vydavatelství: Jive, Zomba | 1                      | 1                      | 1                      | 3                      | 3                      | 1                      | 4                      | 4                      | 2                      | 1                      | - US: 4,720,000 - UK: 1,200,000 | - RIAA: 4× Platinum - ARIA: 6× Platinum - BPI: 4× Platinum - BVMI: 2× Platinum - IRMA: 6× Platinum - IFPI DEN: 7× Platinum - IFPI SWI: 2× Platinum - MC: 5× Platinum - RMNZ: 3× Platinum |
| The 20/20 Experience          | - Vydáno: 19. března 2013 - Vydavatelství: RCA       | 1                      | 1                      | 1                      | 2                      | 1                      | 1                      | 2                      | 1                      | 1                      | 1                      | - US: 3,743,000 - UK: 315,000   | - RIAA: 2× Platinum - ARIA: Platinum - BPI: Platinum - BVMI: Gold - IRMA: Gold - IFPI DEN: Platinum - IFPI SWI: Gold - MC: 2× Platinum - RMNZ: Gold                                      |
| The 20/20 Experience – 2 of 2 | - Vydáno: 30. září 2013 - Vydavatelství: RCA         | 1                      | 4                      | 1                      | 2                      | 4                      | 3                      | 4                      | 3                      | 2                      | 2                      | - US: 1,137,000                 | - RIAA: Platinum - ARIA: Gold - BPI: Gold - MC: Platinum |
| Man of the Woods              | - Vydáno: 2. února 2018 - Vydavatelství: RCA         | 1                      | 2                      | 1                      | 1                      | 1                      | 3                      | 1                      | 3                      | 2                      | 2                      | - US: 422,000                   | - RIAA: Platinum - BPI: Silver - IFPI DEN: Gold - MC: Gold |
| Everything I Thought It Was   | - Vydáno: 15. března 2024 - Vydavatelství: RCA       | 4                      | 23                     | 17                     | 13                     | 5                      | 48                     | 3                      | 25                     | 5                      | 5                      | - US: 41,000                    | |

### Kompilační alba
| Název                                                                                   | Detaily o albu                                        | Umístění v hitparádách | Umístění v hitparádách | Umístění v hitparádách | Umístění v hitparádách | Umístění v hitparádách | Prodeje         | Certifikace                |
| Název                                                                                   | Detaily o albu                                        | AUS                    | DEN                    | NL                     | NZ                     | UK                     | Prodeje         | Certifikace                |
| --------------------------------------------------------------------------------------- | ----------------------------------------------------- | ---------------------- | ---------------------- | ---------------------- | ---------------------- | ---------------------- | --------------- | -------------------------- |
| 12" Masters – The Essential Mixes                                                       | - Vydáno: 17. září 2010 - Vydavatelství: Jive Records | —                      | —                      | —                      | —                      | —                      |                 |                            |
| The 20/20 Experience – The Complete Experience                                          | - Vydáno: 27. září 2013 - Vydavatelství: RCA Records  | 46                     | 7                      | 30                     | 22                     | 27                     | - US: 1,100,000 | - ARIA: Gold - BPI: Silver |
| "—" značí, že se nahrávka neumístila v hitparádách nebo v tomto území ani nebyla vydána |                                                       |                        |                        |                        |                        |                        |                 |                            |

### Soundtracky
| Název                                                                                   | Detaily o albu                                             | Umístění v hitparádách | Umístění v hitparádách | Umístění v hitparádách | Umístění v hitparádách | Umístění v hitparádách | Umístění v hitparádách | Prodeje       | Certifikace                                                                                          |
| Název                                                                                   | Detaily o albu                                             | US                     | AUS                    | CAN                    | NZ                     | SWI                    | UK                     | Prodeje       | Certifikace                                                                                          |
| --------------------------------------------------------------------------------------- | ---------------------------------------------------------- | ---------------------- | ---------------------- | ---------------------- | ---------------------- | ---------------------- | ---------------------- | ------------- | --- |
| Trolls: Original Motion Picture Soundtrack                                              | - Vydáno: 23. září 2016 - Vydavatelství: RCA               | 3                      | 1                      | 7                      | 4                      | 40                     | 4                      | - US: 865,000 | - RIAA: 2× Platinum - ARIA: Platinum - BPI: Platinum - IFPI DEN: Gold - MC: 2× Platinum - RMNZ: Gold |
| The Book of Love: Original Motion Picture Soundtrack                                    | - Vydáno: 13. ledna 2017 - Vydavatelství: Tennman Films II | —                      | —                      | —                      | —                      | —                      | —                      |               | |
| Trolls World Tour: Original Motion Picture Soundtrack                                   | - Vydáno: 13. března 2020 - Vydavatelství: RCA             | 15                     | 66                     | 33                     | —                      | —                      | —                      |               | |
| Trolls Band Together: Original Motion Picture Soundtrack                                | - Vydáno: 20. října 2023 - Vydavatelství: RCA              | 43                     | 48                     | 73                     | 17                     | —                      | 3                      |               | |
| "—" značí, že se nahrávka neumístila v hitparádách nebo v tomto území ani nebyla vydána |                                                            |                        |                        |                        |                        |                        |                        |               | |

## Extended play
| Název                                     | Detaily                                                    |
| ----------------------------------------- | ---------------------------------------------------------- |
| Justin & Christina (s Christina Aguilera) | - Vydáno: 1. července 2003 - Vydavatelství: RCA, BMG, Jive |
| I'm Lovin' It                             | - Vydáno: 16. prosince 2003 - Vydavatelství: Jive          |
| iTunes Festival: London 2013              | - Vydáno: 15. prosince 2013 - Vydavatelství: RCA           |

## Singly

### Jako hlavní umělec
| Název                                                                                   | Rok  | Umístění v hitparádách | Umístění v hitparádách | Umístění v hitparádách | Umístění v hitparádách | Umístění v hitparádách | Umístění v hitparádách | Umístění v hitparádách | Umístění v hitparádách | Umístění v hitparádách | Umístění v hitparádách | Certifikace | Album                         |
| Název                                                                                   | Rok  | US                     | AUS                    | CAN                    | DEN                    | GER                    | IRE                    | NL                     | NZ                     | SWI                    | UK                     | Certifikace | Album                         |
| --------------------------------------------------------------------------------------- | ---- | ---------------------- | ---------------------- | ---------------------- | ---------------------- | ---------------------- | ---------------------- | ---------------------- | ---------------------- | ---------------------- | ---------------------- | --- | ----------------------------- |
| "Like I Love You"                                                                       | 2002 | 11                     | 8                      | 11                     | 4                      | 16                     | 5                      | 5                      | 6                      | 14                     | 2                      | - ARIA: Platinum - BPI: Gold | Justified                     |
| "Cry Me a River"                                                                        | 2002 | 3                      | 2                      | 2                      | 11                     | 13                     | 6                      | 6                      | 11                     | 20                     | 2                      | - ARIA: 2× Platinum - BPI: 2× Platinum - BVMI: Gold - IFPI DEN: Gold                                                                                              | Justified                     |
| "Rock Your Body"                                                                        | 2003 | 5                      | 1                      | 5                      | 3                      | 25                     | 4                      | 6                      | 4                      | 34                     | 2                      | - RIAA: Gold - ARIA: 2× Platinum - BPI: 2× Platinum - IFPI DEN: Gold - RMNZ: Gold                                                                                 | Justified                     |
| "Señorita"                                                                              | 2003 | 27                     | 6                      | 19                     | 13                     | 51                     | 15                     | 26                     | 4                      | 42                     | 13                     | - ARIA: Platinum - BPI: Silver - IFPI DEN: Gold | Justified                     |
| "Still on My Brain"                                                                     | 2003 | —                      | —                      | —                      | —                      | —                      | —                      | —                      | —                      | —                      | —                      | | Justified                     |
| "I'm Lovin' It"                                                                         | 2003 | —                      | —                      | —                      | —                      | 50                     | 15                     | 27                     | —                      | 47                     | 79                     | | Live from London              |
| "SexyBack"                                                                              | 2006 | 1                      | 1                      | 1                      | 2                      | 1                      | 1                      | 7                      | 1                      | 2                      | 1                      | - RIAA: 3× Platinum - ARIA: 5× Platinum - BPI: 2× Platinum - BVMI: Platinum - IFPI DEN: Gold - IFPI SWI: Platinum - MC: 3× Platinum - RMNZ: Platinum              | FutureSex/LoveSounds          |
| "My Love" (feat. T.I.)                                                                  | 2006 | 1                      | 3                      | 1                      | 3                      | 4                      | 4                      | 19                     | 1                      | 2                      | 2                      | - RIAA: Platinum - ARIA: 2× Platinum - BPI: Platinum - BVMI: Gold - RMNZ: Platinum                                                                                | FutureSex/LoveSounds          |
| "What Goes Around... Comes Around"                                                      | 2006 | 1                      | 3                      | 3                      | 3                      | 5                      | 6                      | 13                     | 3                      | 5                      | 4                      | - RIAA: Platinum - ARIA: 2× Platinum - BPI: Platinum - BVMI: Platinum - IFPI DEN: Gold - IFPI SWI: Platinum - MC: Platinum - RMNZ: Gold                           | FutureSex/LoveSounds          |
| "Summer Love"                                                                           | 2007 | 6                      | —                      | 8                      | —                      | 39                     | —                      | —                      | 15                     | —                      | —                      | - RIAA: Platinum - MC: Gold | FutureSex/LoveSounds          |
| "LoveStoned"                                                                            | 2007 | 17                     | 11                     | 5                      | 12                     | 15                     | 12                     | 8                      | 17                     | 19                     | 11                     | - RIAA: Gold - ARIA: Platinum - BPI: Silver - IFPI DEN: Gold | FutureSex/LoveSounds          |
| "Until the End of Time" (s Beyoncé)                                                     | 2007 | 17                     | —                      | —                      | 30                     | 39                     | —                      | —                      | 31                     | —                      | —                      | - RIAA: Gold | FutureSex/LoveSounds          |
| "The Only Promise That Remains" (s Reba McEntire)                                       | 2007 | —                      | —                      | —                      | —                      | —                      | —                      | —                      | —                      | —                      | —                      | | Reba: Duets                   |
| "Follow My Lead" (s Esmée Denters)                                                      | 2008 | —                      | —                      | —                      | —                      | —                      | —                      | —                      | —                      | —                      | —                      | | Singl bez alb                 |
| "Hallelujah" (s Matt Morris feat. Charlie Sexton)                                       | 2010 | 13                     | —                      | 5                      | 37                     | —                      | 46                     | —                      | 8                      | —                      | 91                     | | Hope for Haiti Now            |
| "Suit & Tie" (feat. Jay-Z)                                                              | 2013 | 3                      | 9                      | 3                      | 1                      | 25                     | 16                     | 10                     | 14                     | 31                     | 3                      | - RIAA: 2× Platinum - ARIA: Platinum - BPI: Gold - IFPI DEN: Platinum - MC: 2× Platinum                                                                           | The 20/20 Experience          |
| "Mirrors"                                                                               | 2013 | 2                      | 10                     | 4                      | 4                      | 2                      | 5                      | 10                     | 7                      | 5                      | 1                      | - RIAA: 2× Platinum - ARIA: 3× Platinum - BPI: 2× Platinum - BVMI: Platinum - IFPI DEN: 2× Platinum - IFPI SWI: Platinum - MC: 3× Platinum - RMNZ: Platinum       | The 20/20 Experience          |
| "Tunnel Vision"                                                                         | 2013 | —                      | 63                     | —                      | —                      | —                      | 75                     | —                      | —                      | —                      | 61                     | | The 20/20 Experience          |
| "Take Back the Night"                                                                   | 2013 | 29                     | 57                     | 23                     | 37                     | 52                     | 49                     | 38                     | —                      | 48                     | 22                     | - MC: Gold | The 20/20 Experience – 2 of 2 |
| "TKO"                                                                                   | 2013 | 36                     | —                      | 28                     | —                      | 71                     | 51                     | —                      | —                      | 68                     | 58                     | - MC: Gold | The 20/20 Experience – 2 of 2 |
| "Not a Bad Thing"                                                                       | 2014 | 8                      | 10                     | 9                      | 16                     | 62                     | 38                     | 46                     | 5                      | 29                     | 21                     | - RIAA: Platinum - ARIA: Platinum - BPI: Silver - IFPI DEN: Gold - RMNZ: Gold                                                                                     | The 20/20 Experience – 2 of 2 |
| "Love Never Felt So Good" (s Michael Jackson)                                           | 2014 | 9                      | 28                     | 20                     | 1                      | 18                     | 17                     | 2                      | 12                     | 15                     | 8                      | - RIAA: Platinum - BPI: Platinum - IFPI DEN: Gold | Xscape                        |
| "Drink You Away"                                                                        | 2015 | —                      | —                      | 85                     | —                      | —                      | —                      | —                      | —                      | —                      | —                      | | The 20/20 Experience – 2 of 2 |
| "Can't Stop the Feeling!"                                                               | 2016 | 1                      | 3                      | 1                      | 2                      | 1                      | 3                      | 2                      | 2                      | 1                      | 2                      | - RIAA: 4× Platinum - ARIA: 11× Platinum - BPI: 5× Platinum - BVMI: Diamond - IFPI DEN: 3× Platinum - IFPI SWI: 2× Platinum - MC: 6× Platinum - RMNZ: 2× Platinum | Trollové                      |
| "Filthy"                                                                                | 2018 | 9                      | 27                     | 5                      | 24                     | 42                     | 22                     | 53                     | —                      | 34                     | 15                     | - RIAA: Platinum - ARIA: Gold - BPI: Silver - MC: Platinum | Man of the Woods              |
| "Supplies"                                                                              | 2018 | 71                     | —                      | 49                     | —                      | 83                     | —                      | —                      | —                      | 84                     | 84                     | | Man of the Woods              |
| "Say Something" (feat. Chris Stapleton)                                                 | 2018 | 9                      | 18                     | 6                      | 11                     | 9                      | 16                     | 24                     | 20                     | 6                      | 9                      | - RIAA: 3× Platinum - ARIA: 2× Platinum - BPI: Platinum - BVMI: Gold - IFPI DEN: Platinum - IFPI SWI: Platinum - MC: 2× Platinum - RMNZ: Gold                     | Man of the Woods              |
| "Man of the Woods"                                                                      | 2018 | 73                     | —                      | 63                     | —                      | 80                     | —                      | 100                    | —                      | 28                     | 91                     | | Man of the Woods              |
| "SoulMate"                                                                              | 2018 | —                      | —                      | 83                     | —                      | —                      | —                      | —                      | —                      | —                      | —                      | | Singl bez alb                 |
| "The Other Side" (se SZA)                                                               | 2020 | 61                     | 43                     | 55                     | —                      | 88                     | 56                     | 60                     | —                      | 47                     | 44                     | - RIAA: Gold - BPI: Silver | Trollové: Světové turné       |
| "Stay with Me" (s Calvin Harris, Halsey, a Pharrell Williams)                           | 2022 | —                      | 78                     | 51                     | —                      | —                      | 15                     | 35                     | —                      | —                      | 10                     | - ARIA: Gold - BPI: Silver | Funk Wav Bounces Vol. 2       |
| "Sin Fin" (s Romeo Santos)                                                              | 2022 | 100                    | —                      | —                      | —                      | —                      | —                      | —                      | —                      | —                      | —                      | - RIAA: 3× Platinum (Latin) | Formula, Vol. 3               |
| "Keep Going Up" (s Timbaland a Nelly Furtado)                                           | 2023 | 84                     | —                      | 63                     | —                      | —                      | —                      | —                      | —                      | —                      | —                      | | Singl bez alb                 |
| "Selfish"                                                                               | 2024 | 19                     | 82                     | 22                     | —                      | 56                     | 52                     | 100                    | —                      | 45                     | 29                     | - MC: Gold | Everything I Thought It Was   |
| "No Angels"                                                                             | 2024 | —                      | —                      | —                      | —                      | —                      | —                      | —                      | —                      | —                      | —                      | | Everything I Thought It Was   |
| "Drown"                                                                                 | 2024 | —                      | —                      | —                      | —                      | —                      | —                      | —                      | —                      | —                      | —                      | | Everything I Thought It Was   |
| "—" značí, že se nahrávka neumístila v hitparádách nebo v tomto území ani nebyla vydána |      |                        |                        |                        |                        |                        |                        |                        |                        |                        |                        | |                               |

### Jako vedlejší umělec
| Název                                                                                   | Rok  | Umístění v hitparádách | Umístění v hitparádách | Umístění v hitparádách | Umístění v hitparádách | Umístění v hitparádách | Umístění v hitparádách | Umístění v hitparádách | Umístění v hitparádách | Umístění v hitparádách | Umístění v hitparádách | Certifikace                                                                                                | Album                                   |
| Název                                                                                   | Rok  | US                     | AUS                    | CAN                    | DEN                    | GER                    | IRE                    | NL                     | NZ                     | SWI                    | UK                     | Certifikace                                                                                                | Album                                   |
| --------------------------------------------------------------------------------------- | ---- | ---------------------- | ---------------------- | ---------------------- | ---------------------- | ---------------------- | ---------------------- | ---------------------- | ---------------------- | ---------------------- | ---------------------- | --- | --------------------------------------- |
| "Work It" (Nelly feat. Justin Timberlake)                                               | 2003 | 68                     | 14                     | 13                     | —                      | 16                     | 11                     | 16                     | 17                     | 59                     | 7                      | - ARIA: Gold - RMNZ: Gold                                                                                  | Nellyville                              |
| "Signs" (Snoop Dogg feat. Charlie Wilson a Justin Timberlake)                           | 2005 | 46                     | 1                      | —                      | 3                      | 3                      | 2                      | 6                      | 4                      | 5                      | 2                      | - RIAA: Gold - ARIA: Gold - BPI: Platinum - BVMI: Gold - RMNZ: Gold                                        | R&G (Rhythm & Gangsta): The Masterpiece |
| "Dick in a Box" (The Lonely Island feat. Justin Timberlake)                             | 2006 | —                      | 61                     | 82                     | —                      | —                      | —                      | —                      | —                      | —                      | —                      | | Incredibad                              |
| "Give It to Me" (Timbaland feat. Nelly Furtado a Justin Timberlake)                     | 2007 | 1                      | 16                     | 1                      | 3                      | 3                      | 2                      | 8                      | 2                      | 6                      | 1                      | - RIAA: 3× Platinum - BVMI: 5× Gold - BPI: Platinum - IFPI SWI: Platinum - MC: Platinum - RMNZ: Gold       | Shock Value                             |
| "Ayo Technology" (50 Cent feat. Justin Timberlake)                                      | 2007 | 5                      | 10                     | 12                     | 3                      | 7                      | 3                      | 19                     | 1                      | 2                      | 2                      | - ARIA: 3× Platinum - BPI: Platinum - BVMI: Gold - RMNZ: Gold                                              | Curtis                                  |
| "4 Minutes" (Madonna feat. Justin Timberlake a Timbaland)                               | 2008 | 3                      | 1                      | 1                      | 1                      | 1                      | 1                      | 1                      | 3                      | 1                      | 1                      | - RIAA: 2× Platinum - ARIA: Platinum - BPI: Platinum - BVMI: Platinum - IFPI DEN: 2× Platinum - RMNZ: Gold | Hard Candy                              |
| "Dead and Gone" (T.I. feat. Justin Timberlake)                                          | 2009 | 2                      | 4                      | 3                      | 7                      | 11                     | 3                      | 20                     | 2                      | 18                     | 4                      | - RIAA: 2× Platinum - ARIA: Platinum - BPI: Gold - RMNZ: Platinum                                          | Paper Trail                             |
| "Love Sex Magic" (Ciara feat. Justin Timberlake)                                        | 2009 | 10                     | 5                      | 6                      | 7                      | 12                     | 4                      | 41                     | 6                      | 11                     | 5                      | - RIAA: Platinum - ARIA: Platinum - BPI: Gold - RMNZ: Gold                                                 | Fantasy Ride                            |
| "Carry Out" (Timbaland feat. Justin Timberlake)                                         | 2009 | 11                     | 58                     | 7                      | —                      | —                      | 3                      | 37                     | 15                     | 80                     | 6                      | - BPI: Gold - MC: Platinum - RMNZ: Gold                                                                    | Shock Value II                          |
| "Winner" (Jamie Foxx feat. Justin Timberlake a T.I.)                                    | 2010 | 28                     | —                      | 23                     | —                      | —                      | —                      | —                      | 37                     | —                      | —                      | | Best Night of My Life                   |
| "Love Dealer" (Esmée Denters feat. Justin Timberlake)                                   | 2010 | —                      | —                      | —                      | —                      | —                      | —                      | 32                     | —                      | —                      | 68                     | | Outta Here                              |
| "Motherlover" (The Lonely Island feat. Justin Timberlake)                               | 2011 | —                      | —                      | —                      | —                      | —                      | —                      | —                      | —                      | —                      | —                      | - IFPI DEN: Gold                                                                                           | Turtleneck & Chain                      |
| "3-Way (The Golden Rule)" (The Lonely Island feat. Justin Timberlake a Lady Gaga)       | 2011 | —                      | —                      | —                      | —                      | —                      | —                      | —                      | —                      | —                      | —                      | | The Wack Album                          |
| "Role Model" (FreeSol feat. Justin Timberlake)                                          | 2011 | —                      | —                      | —                      | —                      | —                      | —                      | —                      | —                      | —                      | —                      | | No Rules                                |
| "Fascinated" (FreeSol feat. Justin Timberlake a Timbaland)                              | 2011 | —                      | —                      | —                      | —                      | —                      | —                      | —                      | —                      | —                      | —                      | | No Rules                                |
| "Holy Grail" (Jay-Z feat. Justin Timberlake)                                            | 2013 | 4                      | 42                     | 13                     | 14                     | 24                     | 53                     | 83                     | 18                     | 24                     | 7                      | - RIAA: 6× Platinum - BPI: Platinum - BVMI: Gold - IFPI DEN: Platinum - RMNZ: Gold                         | Magna Carta Holy Grail                  |
| "#WheresTheLove" (The Black Eyed Peas feat. Justin Timberlake jako the World)           | 2016 | —                      | 15                     | —                      | —                      | 39                     | —                      | —                      | —                      | 41                     | 47                     | | Singly bez alb                          |
| "Believe" (Meek Mill feat. Justin Timberlake)                                           | 2020 | 90                     | —                      | —                      | —                      | —                      | —                      | —                      | —                      | —                      | —                      | | Singly bez alb                          |
| "Better Days" (Ant Clemons feat. Justin Timberlake)                                     | 2020 | 94                     | —                      | —                      | —                      | —                      | —                      | —                      | —                      | —                      | —                      | | Singly bez alb                          |
| "—" značí, že se nahrávka neumístila v hitparádách nebo v tomto území ani nebyla vydána |      |                        |                        |                        |                        |                        |                        |                        |                        |                        |                        | |                                         |

### Promo singly
| "Don't Slack" (s Anderson .Paak)                                                        | 2020 | — | — | — | Trollové: Světové turné |
| "—" značí, že se nahrávka neumístila v hitparádách nebo v tomto území ani nebyla vydána |      |   |   |   |                         |

## Další umístěné a certifikované písně
| Název                                                                                   | Rok  | Umístění v hitparádách | Umístění v hitparádách | Umístění v hitparádách | Umístění v hitparádách | Umístění v hitparádách | Certifikace   | Album                       |
| Název                                                                                   | Rok  | US                     | CAN                    | NZ Hot                 | UK                     | WW                     | Certifikace   | Album                       |
| --------------------------------------------------------------------------------------- | ---- | ---------------------- | ---------------------- | ---------------------- | ---------------------- | ---------------------- | ------------- | --------------------------- |
| "FutureSex/LoveSound"                                                                   | 2006 | —                      | —                      | —                      | —                      | —                      |               | FutureSex/LoveSounds        |
| "Release" (Timbaland feat. Justin Timberlake)                                           | 2007 | 91                     | 86                     | —                      | 105                    | —                      |               | Shock Value                 |
| "Bounce" (Timbaland feat. Dr. Dre, Justin Timberlake, a Missy Elliott)                  | 2007 | 93                     | —                      | —                      | 176                    | —                      |               | Shock Value                 |
| "Pusher Love Girl"                                                                      | 2013 | 64                     | —                      | —                      | 122                    | —                      |               | The 20/20 Experience        |
| "Don't Hold the Wall"                                                                   | 2013 | —                      | —                      | —                      | —                      | —                      |               | The 20/20 Experience        |
| "Strawberry Bubblegum"                                                                  | 2013 | —                      | —                      | —                      | 193                    | —                      |               | The 20/20 Experience        |
| "Spaceship Coupe"                                                                       | 2013 | —                      | —                      | —                      | —                      | —                      |               | The 20/20 Experience        |
| "That Girl"                                                                             | 2013 | —                      | —                      | —                      | —                      | —                      |               | The 20/20 Experience        |
| "Let the Groove Get In"                                                                 | 2013 | —                      | —                      | —                      | —                      | —                      |               | The 20/20 Experience        |
| "Blue Ocean Floor"                                                                      | 2013 | —                      | —                      | —                      | —                      | —                      |               | The 20/20 Experience        |
| "Dress On"                                                                              | 2013 | —                      | —                      | —                      | 197                    | —                      |               | The 20/20 Experience        |
| "Body Count"                                                                            | 2013 | —                      | —                      | —                      | 147                    | —                      |               | The 20/20 Experience        |
| "Brand New" (s Pharrell Williams)                                                       | 2014 | —                      | —                      | —                      | 104                    | —                      |               | G I R L                     |
| "True Colors" (s Anna Kendrick)                                                         | 2016 | —                      | —                      | —                      | —                      | —                      | - BPI: Silver | Trollové                    |
| "Morning Light" (feat. Alicia Keys)                                                     | 2018 | —                      | —                      | —                      | —                      | —                      |               | Man of the Woods            |
| "Just Be" (DJ Khaled feat. Justin Timberlake)                                           | 2021 | —                      | —                      | —                      | —                      | —                      |               | Khaled Khaled               |
| "Parent Trap" (Jack Harlow feat. Justin Timberlake)                                     | 2022 | —                      | 73                     | —                      | —                      | 198                    |               | Come Home the Kids Miss You |
| "Memphis"                                                                               | 2024 | —                      | —                      | 40                     | —                      | —                      |               | Everything I Thought It Was |
| "Paradise" (feat. NSYNC)                                                                | 2024 | —                      | —                      | —                      | —                      | —                      |               | Everything I Thought It Was |
| "—" značí, že se nahrávka neumístila v hitparádách nebo v tomto území ani nebyla vydána |      |                        |                        |                        |                        |                        |               |                             |

## Spolu umělec
| Název | Rok  | Album                                         |
| --- | ---- | --------------------------------------------- |
| "My Kind of Girl" (Brian McKnight feat. Justin Timberlake)                                                   | 2001 | Superhero                                     |
| "What It's Like to Be Me" (Britney Spears feat. Justin Timberlake)                                           | 2001 | Britney                                       |
| "Hootnanny" (Bubba Sparxxx feat. Justin Timberlake)                                                          | 2003 | Deliverance                                   |
| "Love Don't Love Me" (Justin Timberlake)                                                                     | 2003 | Mizerové II                                   |
| "Good Foot" (Justin Timberlake feat. Timbaland)                                                              | 2004 | Příběh žraloka                                |
| "Floatin'" (Charlie Wilson feat. Justin Timberlake & will.i.am)                                              | 2005 | Charlie, Last Name Wilson                     |
| "My Style" (The Black Eyed Peas feat. Justin Timberlake a Timbaland)                                         | 2005 | Monkey Business                               |
| "Loose Ends" (Sérgio Mendes feat. Justin Timberlake, Pharoahe Monch, a will.i.am)                            | 2006 | Timeless                                      |
| "Get Out" (Macy Gray feat. Justin Timberlake)                                                                | 2007 | Big                                           |
| "The Nature" (Talib Kweli feat. Justin Timberlake)                                                           | 2007 | Eardrum                                       |
| "The Only Promise That Remains" (Reba McEntire duet s Justin Timberlake)                                     | 2007 | Reba: Duets                                   |
| "Nite-Runner" (Duran Duran feat. Justin Timberlake & Timbaland)                                              | 2007 | Red Carpet Massacre                           |
| "Falling Down" (Duran Duran featuring Justin Timberlake)                                                     | 2007 | Red Carpet Massacre                           |
| "Can't Believe It (Remix)" (T-Pain feat. Justin Timberlake)                                                  | 2008 | Can't Believe It                              |
| "Dance 2night" (Madonna feat. Justin Timberlake)                                                             | 2008 | Hard Candy                                    |
| "Take Me Alive" (Chris Cornell feat. Justin Timberlake)                                                      | 2009 | Scream                                        |
| "G is for Girl (A-Z)" (Ciara feat. Justin Timberlake)                                                        | 2009 | Fantasy Ride                                  |
| "Love Dealer" (Esmée Denters feat. Justin Timberlake)                                                        | 2009 | Outta Here                                    |
| "Casanova" (Esmée Denters feat. Justin Timberlake)                                                           | 2009 | Outta Here                                    |
| "Follow My Lead" (Esmée Denters feat. Justin Timberlake)                                                     | 2009 | Outta Here                                    |
| "Hole in My Head" (Rihanna feat. Justin Timberlake)                                                          | 2009 | Rated R                                       |
| "Money" (Matt Morris feat. Justin Timberlake)                                                                | 2010 | When Everything Breaks Open                   |
| "Winner" (Jamie Drastik feat. Justin Timberlake)                                                             | 2010 | The Magnet                                    |
| "Sign Your Name" (Sheryl Crow feat. Justin Timberlake)                                                       | 2010 | 100 Miles from Memphis                        |
| "Shades" (Diddy - Dirty Money feat. Lil Wayne, Justin Timberlake, Bilal a James Fauntleroy)                  | 2010 | Last Train to Paris                           |
| "Fascinated" (FreeSol feat. Justin Timberlake & Timbaland)                                                   | 2011 | Singly bez alb                                |
| "Role Model" (FreeSol feat. Justin Timberlake)                                                               | 2011 | Singly bez alb                                |
| "Ain't No Doubt About It" (Game feat. Justin Timberlake a Pharrell Williams)                                 | 2011 | Singly bez alb                                |
| "The Woods" (Juicy J feat. Justin Timberlake a Timbaland)                                                    | 2013 | Stay Trippy                                   |
| "Heaven" (Jay-Z feat. Justin Timberlake)                                                                     | 2013 | Magna Carta...Holy Grail                      |
| "BBC" (Jay-Z feat. Nas, Timbaland, Pharrell Williams, Swizz Beatz, Justin Timberlake, Nigo, Beyoncé Knowles) | 2013 | Magna Carta...Holy Grail                      |
| "Five Hundred Miles" (Justin Timberlake, Carey Mulligan & Stark Sands)                                       | 2013 | Inside Llewyn Davis                           |
| "Please Mr. Kennedy" (Oscar Isaac, Justin Timberlake & Adam Driver)                                          | 2013 | Inside Llewyn Davis                           |
| "The Auld Triangle" (Chris Thile, Chris Eldridge, Justin Timberlake, Marcus Mumford & Gabe Witcher)          | 2013 | Inside Llewyn Davis                           |
| "Incredible Thoughts" (The Lonely Island feat. Michael Bolton a Justin Timberlake)                           | 2016 | Popstar: Never Stop Never Stopping Soundtrack |
| "Make it Right" (Foo Fighters feat. Justin Timberlake)                                                       | 2017 | Concrete and Gold                             |
| "Just Be" (DJ Khaled feat. Justin Timberlake)                                                                | 2021 | Khaled Khaled                                 |
| "Innocent" (Justine Skye a Justin Timberlake)                                                                | 2021 | Space and Time                                |
| "ICU (Remix)" (Coco Jones feat. Justin Timberlake)                                                           | 2023 | ICU                                           |
| "3D (Remix)" (Jungkook feat. Justin Timberlake)                                                              | 2023 | Singl bez alb                                 |